# Kiril Rakarov
Kiril Manolov Rakarov (Pavlikeni, 24 de maio de 1932 - 25 de agosto de 2006) foi um futebolista e treinador búlgaro que participou da Copa do Mundo de 1962 e foi medalhista olímpico nas Jogos Olímpicos de Verão de 1960. 

## Carreira
Kiril Rakarov fez parte do elenco medalha de bronze, nos Jogos Olímpicos de 1956. Ele também fez parte do elenco da Seleção Búlgara na Copa do Mundo de 1962.

## Títulos
- Primeira Divisão da Bulgária (10): 1952, 1954, 1955, 1956, 1957, 1958, 1958–59, 1959–60, 1960–61, 1961–62
- Copa da Bulgária (3): 1953–54, 1954–55, 1960–61